# Flygläkare
Flygläkare kallas de läkare som genomgått utbildning i Transportstyrelsens regi och godkänts för att kunna genomföra läkarundersökningar, som syftar till medicinskt godkännande eller underkännande av personer som vill få eller förnya flygcertifikat. För att bibehålla sin flygläkarstatus måste flygläkarna genomgå regelbunden fortbildning och till Transportstyrelsen luftfartsavdelning årligen rapportera vilka kurser och konferenser de deltagit i. Flygläkare indelas i klass 1 och klass 2, beroende på vilken organisation de arbetar för. Flygläkare, som arbetar vid internationellt godkända och av Transportstyrelsen beslutade Aero Medical Centers (AMC), får där utföra klass 1-undersökningar och godkänna respektive underkänna blivande flygförare (så kallade nyundersökningar). Första läkarundersökning för trafikflygare får endast utföras vid ett godkänt flygmedicinskt centrum. Därefter kan en klass 1-flygläkare utföra undersökningen utan AMC-stödet.
För förnyelse av medicinskt godkännande av segelflygare, ballongförare, förare av ultralätt flygplan samt AFIS-personal kan andra legitimerade läkare anlitas för att genomföra undersökningen.
Flygläkare klass 2 är alla de specialistläkare som genomgått en särskild utbildning vid Transportstyrelsen och därmed fått kompetens att avgöra vilka de särskilda krav och omständigheter som gäller för flygare, privata och professionella, med hänsyn till det aktuella specialistområdet för vilka det krävs särskilda medicinska utlåtanden. De vanligast förekommande specialistområdena är för öron-näsa-halssjukdomar, ögonsjukdomar och invärtesmedicinska hjärt- och lungsjukdomar, där Transportstyrelsen fastställt krav på rutinmässigt återkommande undersökningar.
Transportstyrelsen kan också av flygarna kräva läkarintyg som omfattar andra hälsotillstånd, som läkare på Transportstyrelsen bedömer kan behövas för bedömningen av nytt eller fortsatt innehav av flygcertifikat. Då krävs inte att läkaren är inskriven som godkänd läkare i någon klass, utan då är det akademiskt sakkunniga utlåtanden om det särskilda tillståndet som önskas. Det kommer till Transportstyrelsens kännedom om en flygare fällts för brott i allmän domstol. Beroende på brottets art kan även flygcertifikatet dras in tills intyg inkommit om exempelvis fortsatt nykterhet, narkotikamissbruk och psykiatriska sjukdomar. Vid ovanliga tillstånd kan både klass 1- och klass 2-läkare lämna intyg om de faktiska medicinska förhållandena och Transportstyrelsen inhämta sakkunnigt yttrande från framstående forskare för sin vidare bedömning och sitt beslut om att bevilja eller avslå en dispensansökan från gällande krav. Sådana utredningar krävs vanligtvis endast då medicinska flyghinder är relativa.